# Prefettura di Meknès-El Menzeh
La prefettura di Meknès-El Menzeh è  stata, dal 1991 al 2003 una delle prefetture del Marocco.
È stata in seguito unita alla prefettura di Al Ismaïlia per formare la nuova prefettura di Meknès.

## Geografia antropica

### Suddivisioni amministrative
La prefettura di Meknès-El Menzeh contava 6 municipalità e 18 comuni:

#### Municipalità
- Al Machouar-Stinia
- Boufakrane
- Meknès
- Moulay Driss Zerhoun
- Ouislane
- Toulal

#### Comuni
- Ain Jemaa
- Ain Karma
- Ain Orma
- Ait Ouallal
- Charqaoua
- Dar Oum Soltane
- Dkhissa
- Haj Kaddour
- Karmet Ben Salem

- Majjate
- M'Haya
- Mrhassiyine
- N'Zalat Bni Amar
- Oualili
- Oued Jdida
- Oued Rommane
- Sidi Abdallah al Khayat
- Sidi Slimane Moul al Kifane